# Peter Hill-Wood
Peter Hill-Wood (* 25. Februar 1936 in Kensington, London; † 28. Dezember 2018) war ein britischer Bankier und von 1982 bis Juni 2013 Präsident des Londoner Fußballvereins FC Arsenal.
Nach seinem Vater Denis Hill-Wood (1962 bis 1982) und seinem Großvater Samuel Hill-Wood (1929 bis 1936 und 1946 bis 1949) war er der dritte Präsident Arsenals aus seiner Familie. Das Amt übernahm er 1982 nach dem Tod seines Vaters. Er war jedoch nicht für das tägliche Geschäft verantwortlich, dies führte der Vizepräsident David Dein. Vor seiner Tätigkeit bei Arsenal arbeitete er für die englische Hambros Bank, deren Vizepräsident er zeitweise war.